# Luboš Soukup
Luboš Soukup (* 1985) ist ein tschechischer Jazzmusiker (Tenor- und Sopransaxophon, Klarinette, auch Flöte und Piano, Komposition).

## Leben und Wirken
Soukup verspürte bereits in der Kindheit den Wunsch, Musiker zu werden. Nach der Hochschulreife studierte er am Jaroslav-Ježek-Konservatorium in Prag, an der Karol-Szymanowski-Musikakademie Kattowitz und am Rytmisk Musikkonservatorium in Kopenhagen, wo er heute lebt.
Soukup ist freischaffender Musiker und hat auf zahlreichen Jazzfestivals gespielt. Er gründete sein Lubos Soukup Quartet, mit dem er Modern Jazz spielt, und das international erfolgreiche Points Quartet, das auch zum Quintett Points-Rataj (Fusion von zeitgenössischem Jazz und Live-Elektronik) und Points Septet (experimenteller Jazz) erweitert wurde und hat zehn Alben mit seiner Musik veröffentlicht. Weiterhin gehört er zur skandinavischen Band MAdHAs, zum tschechisch-polnischen Quintett Inner Spaces und zum Concept Art Orchestra, einer Bigband, die zeitweise von Ed Partyka geleitet wurde. Mit William Larsson, Graig Earle und Daniel Johansson bildete er das Quartett Machina Mundi. Im Duo mit dem Pianisten Christian Pabst veröffentlichte er 2022 das Album Levitas bei Animal Music. Er ist auch auf Alben von Los Quemados, Allison Wheeler, Jaromír Honzák und Morten Maxholm zu hören.
Seit 2014 unterrichtet Soukup zudem Saxophon und Ensemble-Klassen an der Jazz-Akademie (HAMU) in Prag.

## Preise und Auszeichnungen
Die Alben Light Year (2012) von Inner Spaces und The Prague Six (2015) vom Concept Art Concept wurden mit dem tschechischen Musikpreis Anděl für das beste Jazzalbum des Jahres ausgezeichnet. Das Album Země seines Quartetts mit Lionel Loueke wurde von Český rozhlas als eines der besten Jazzalben 2017 ausgewählt.